# Club Deportivo Santa Lucía Cotzumalguapa
El Club Deportivo Santa Lucía Cotzumalguapa, más conocido como F. C. Santa Lucía Cotzumalguapa, es un equipo de fútbol que representa al municipio del mismo nombre, participa actualmente en la Primera División de Guatemala. Tiene como sede la ciudad de Santa Lucía Cotzumalguapa en el departamento de Escuintla.
Los colores de su uniforme titular son el celeste y el blanco, y en su segundo uniforme predomina el color rojo.
El equipo es conocido popularmente como "Jaguares" debido a que en su escudo se incluye una escultura maya de nombre "El Gran Jaguar" que fue encontrada en la ciudad en el siglo IX, se sabe que dicha escultura fue esculpida en el período clásico tardío (600-900 d. C.) de la Cultura Maya, la escultura de El Gran Jaguar también es utilizada en el escudo y bandera de la ciudad de Santa Lucía Cotzumalguapa.
Al equipo también se le apoda como "Azucareros" ya que en el municipio se encuentran asentadas muchas fincas con plantación de caña de azúcar y es el lugar dónde funcionan varios Ingenios Azucareros importantes del país, además de que en los años 90s la ciudad de Santa Lucía Cotzumalguapa fue representada en la Liga Mayor por el equipo Azucareros Cotzumalguapa que fue un gran animador y protagonista del balompié Guatemalteco.

## Historia
Tuvo sus inicios en 1991 con el nombre de Azucareros de Cotzumalguapa, y fue cinco años después que ascendieron a la Liga Nacional de Guatemala, tras ganar la Primera División de Guatemala 1995-96.
Ya estando en la Liga Nacional de Guatemala 1996-97, quedaron en sexto lugar en la fase de clasificación con 30 puntos, los mismos que Zacapa pero con mejor diferencia de gol (+6 contra +5 de Zacapa). Después, jugaron la hexagonal por el campeonato y finalizaron cuartos.
El club se mantuvo en liga hasta el Torneo Clausura 2001, donde llegaron a las semifinales luego de vencer a Municipal 3-3 pero pasando por la regla del gol de visitante. Posteriormente, enfrentaron a Comunicaciones y cayeron por un marcador global de 9-3, quedando en el undécimo lugar de la tabla acumulada. Jugaron las promocionales de descenso y perdieron la serie ante Petapa 3-2.
Luego de aquel torneo, el equipo desapareció por malos manejos administrativos y fue refundado en 2014 como simplemente Santa Lucía Cotzumalguapa.

### Títulos y ascensos en divisiones inferiores
Tras ganar el Clausura 2015 de la Segunda División pudieron ascender a la Primera División de Guatemala en el que estuvieron hasta el 2019. Ya que ganaron el Apertura 2018 de la Primera División, lo que le valió entrar a la Liga Nacional de Guatemala y quedaron en décimo lugar en su primer torneo general.

### Primer título en Liga Mayor de Guatemala
En el Clausura 2021, que se jugó sin público debido a la pandemia de COVID-19, el formato cambió y quedaron en segundo lugar del grupo A y accedieron a cuartos de final, eliminando al Cobán Imperial por 4-1 en el marcador global. En semifinales fue diferente ya que no se toparon con Comunicaciones, sino con Guastatoya, actual campeón, y los derrotaron por 3-1 en el marcador global. En la final si fue contra los cremas y en la ida, sorpresivamente los vencieron 4-0, dejando en la vuelta un amplio marcador de ventaja. En la vuelta, jugado el 23 de mayo, el equipo blanco ganaba 5-0 al 90' y fue a ese minuto que empataron el marcador global a 5-5 y dos minutos después hicieron el segundo y así dejaron el resultado global de 5-6, logrando su primer título de la Liga Nacional de Guatemala.

## Uniforme
Los colores representativos del uniforme para la temporada 2021 son los siguientes:
- Uniforme titular: Camiseta azul, pantalón azul y medias azules.
- Uniforme alternativo: Camiseta amarilla, pantalón azul o y medias azules.

| Titular | Visitante |

## Estadio

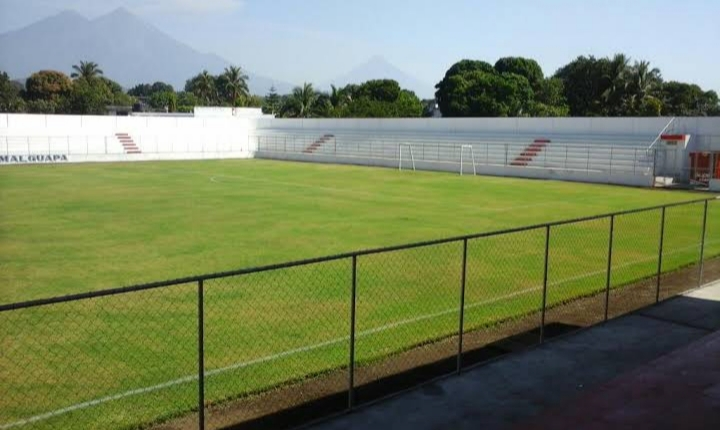
Vista panorámica del Estadio Municipal Santa Lucía Cotzumalguapa.

Disputa sus juegos de local en el Estadio Municipal Santa Lucía Cotzumalguapa, que cuenta con una capacidad para 9 000 espectadores y fue inaugurado en el año 2014 cuando el club militaba en la Segunda División. En esa ocasión el equipo Luciano venció por el marcador de 3-1 al Deportivo La Gomera. 
El estadio cuenta con tres secciones de graderíos:
- Tribuna (parcialmente techada)
- Preferencia
- General

Anteriormente el FC Santa Lucía Cotzumalguapa utilizaba como sede para sus juegos de local el Estadio Ricardo Muñoz Gálvez.

## Palmarés
- Liga Nacional de Fútbol de Guatemala: 1

Campeón Torneo Clausura 2021
- Primera División de Guatemala: 1

Campeón Torneo Apertura 2018
- Segunda División de Guatemala: 1

Campeón Torneo Clausura 2015

## Jugadores

### Plantel
- Los equipos de la Liga Nacional están limitados a tener en la plantilla un máximo de cuatro jugadores extranjeros.